# Alan Deakin
Alan Deakin (Balsall Heath, 27 novembre 1941 – 2 gennaio 2018) è stato un calciatore inglese, di ruolo attaccante.

## Carriera
È noto soprattutto per essere stato il capitano dell'Aston Villa dal 1964 al 1966.